# Roasio
Roasio là một đô thị ở tỉnh Vercelli trong vùng Piedmont thuộc Ý, có cự ly khoảng 80 km về phía đông bắc của Torino và khoảng 35 km về phía tây bắc của Vercelli. Tại thời điểm ngày 31 tháng 12 năm 2004, đô thị này có dân số 2.517 người và diện tích là 28,1 km².
Đô thị Roasio có các frazioni (đơn vị cấp dưới, chủ yếu là các làng) San Maurizio, Castelletto Villa, San Giorgio, Sant' Eusebio, Corticella, Curavecchia, và Prucengo.
Roasio giáp các đô thị: Brusnengo, Curino, Gattinara, Lozzolo, Rovasenda, Sostegno, và Villa del Bosco.